# Sphenobaiera
Sphenobaiera é um gênero de planta extinta que viveu no período do Triássico Superior até o Cretáceo. O gênero Sphenobaiera é utilizado para plantas com folhas em forma de cunha e pode ser diferenciado do Ginkgo, Ginkgoites e Baiera pela falta de um pecíolo. Foram extintas a cerca de 72.600 mil anos atrás. A família à qual pertence este gênero não é conclusiva e a afinidade com a Karkeniaceae foi sugerida por razões morfológicas.

## Localizações
Sphenobaiera foram encontrados:
- No Brasil. Período Triássico Superior, na Formação Santa Maria.[3]
- Na formações do Cretáceo Inferior no oeste da Groenlândia.
- No Jurássico Superior asiático na URSS.
- Na formação Lakota em Black Hills, que Fontaine considerou ser do Cretáceo Inferior. É um ginkgophyte.[4]